# Neoboutonia
Neoboutonia é um género botânico pertencente à família Euphorbiaceae.

## Espécies
Composto por 10 espécies:
| - Neoboutonia africana - Neoboutonia canescens - Neoboutonia chevalieri - Neoboutonia diaguissensis - Neoboutonia glabrescens | - Neoboutonia macrocalyx - Neoboutonia mannii - Neoboutonia melleri - Neoboutonia musculiformis - Neoboutonia velutina |

## Nome e referências
Neoboutonia Airy Shaw